# Slam Disques
Slam Disques est un label musical indépendant du Québec créée en 2002, principalement dans le style rock francophone.  

## Historique
Slam Disques est créé en 2002 par l’initiative de Jessy Fuchs, afin de permettre la commercialisation des compilations « La Plaie 1 et 2 ». Ces dernières sont l’héritage de plusieurs années d’efforts dans la promotion de groupes locaux en spectacle sous la bannière des Productions Infection (1997-2002). Six mois plus tard, le premier album du groupe eXterio sort sous étiquette Slam Disques,.